# 大阪府道32号美原太子線
大阪府道32号美原太子線（おおさかふどう32ごう みはらたいしせん）は、大阪府堺市美原区から南河内郡太子町に至る主要地方道（大阪府道）である。

## 概要

### 路線データ
- 起点：大阪府堺市美原区丹上（美原北IC交差点、大阪府道36号泉大津美原線交点）
- 終点：大阪府南河内郡太子町山田（太子町交番前交差点、国道166号交点）

## 歴史
- 1982年（昭和57年）4月1日 - 建設省（現・国土交通省）が主要地方道に指定。
- 1983年（昭和58年）1月31日 - 大阪府が路線認定。
- 1993年（平成5年）5月11日 - 建設省から、府道美原太子線が美原太子線として主要地方道に再指定される[1]。

## 路線状況

### 有料道路
- 南阪奈道路（美原IC - 羽曳野IC）

### 重複区間
- 大阪府道27号柏原駒ヶ谷千早赤阪線（南河内郡太子町太子・太子交差点 - 太子町南交差点）

### 道の駅
- 道の駅しらとりの郷・羽曳野

## 地理

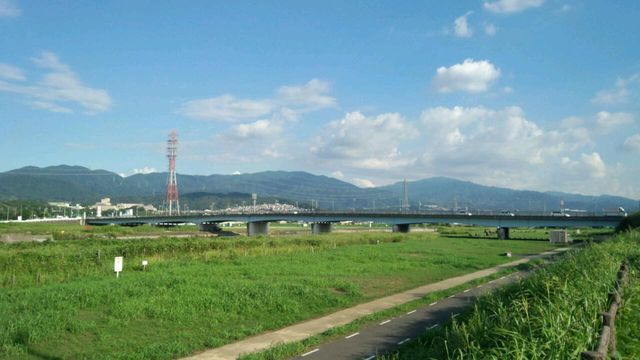
府道32号線が通る橋 富田林市内

### 通過する自治体
- 堺市（美原区）
- 羽曳野市
- 堺市（美原区）
- 羽曳野市
- 富田林市
- 南河内郡太子町

### 交差する道路
堺市
- 阪和自動車道 美原北IC・大阪府道36号泉大津美原線（堺市美原区丹上・美原北IC交差点、美原北IC東交差点、起点）

羽曳野市
- 大阪府道188号郡戸大堀線（大阪府道190号西藤井寺線 重複）（羽曳野市郡戸・郡戸交差点）

堺市
- 大阪府道190号西藤井寺線（堺市美原区多治井・多治井北交差点）
- 南阪奈道路 美原東インターチェンジ
- 大阪府道32号美原太子線 バイパス（堺市）（堺市美原区小平尾・小平尾交差点）

富田林市
- 国道170号（富田林市旭ケ丘町・旭ヶ丘交差点）
- 国道170号（富田林市喜志町・喜志南交差点）

南河内郡太子町
- 大阪府道27号柏原駒ヶ谷千早赤阪線（南河内郡太子町太子・太子交差点）
- 大阪府道27号柏原駒ヶ谷千早赤阪線（南河内郡太子町太子・太子町南交差点）
- 大阪府道33号富田林太子線・国道166号（南河内郡太子町山田・太子町交番前交差点、終点）

バイパス（堺市）
- 大阪府道32号美原太子線（堺市美原区小平尾・小平尾交差点）
- 南阪奈道路 羽曳野インターチェンジ
- 国道170号（羽曳野市尺度・羽曳野I.C.前交差点）

バイパス（富田林市）
- 国道170号（富田林市中野町・中野町3丁目交差点、富田林市宮町1丁目・粟ケ池大橋西交差点）
- 大阪府道27号柏原駒ヶ谷千早赤阪線（南河内郡太子町太子・太子町南交差点）

### 沿線にある施設など
- 太成学院大学
- M・Cみはら（堺市立みはら歴史博物館）
- 黒姫山古墳
- 舟渡池公園
- 四天王寺国際仏教大学
- パーフェクト・リバティー教団本部
  - PL学園
- 富田林市市民会館
- 大阪芸術大学
- 大阪府立近つ飛鳥風土記の丘
- 大阪府立近つ飛鳥博物館
- 叡福寺（聖徳太子御廟所）